# Orgel von Schloss Frederiksborg

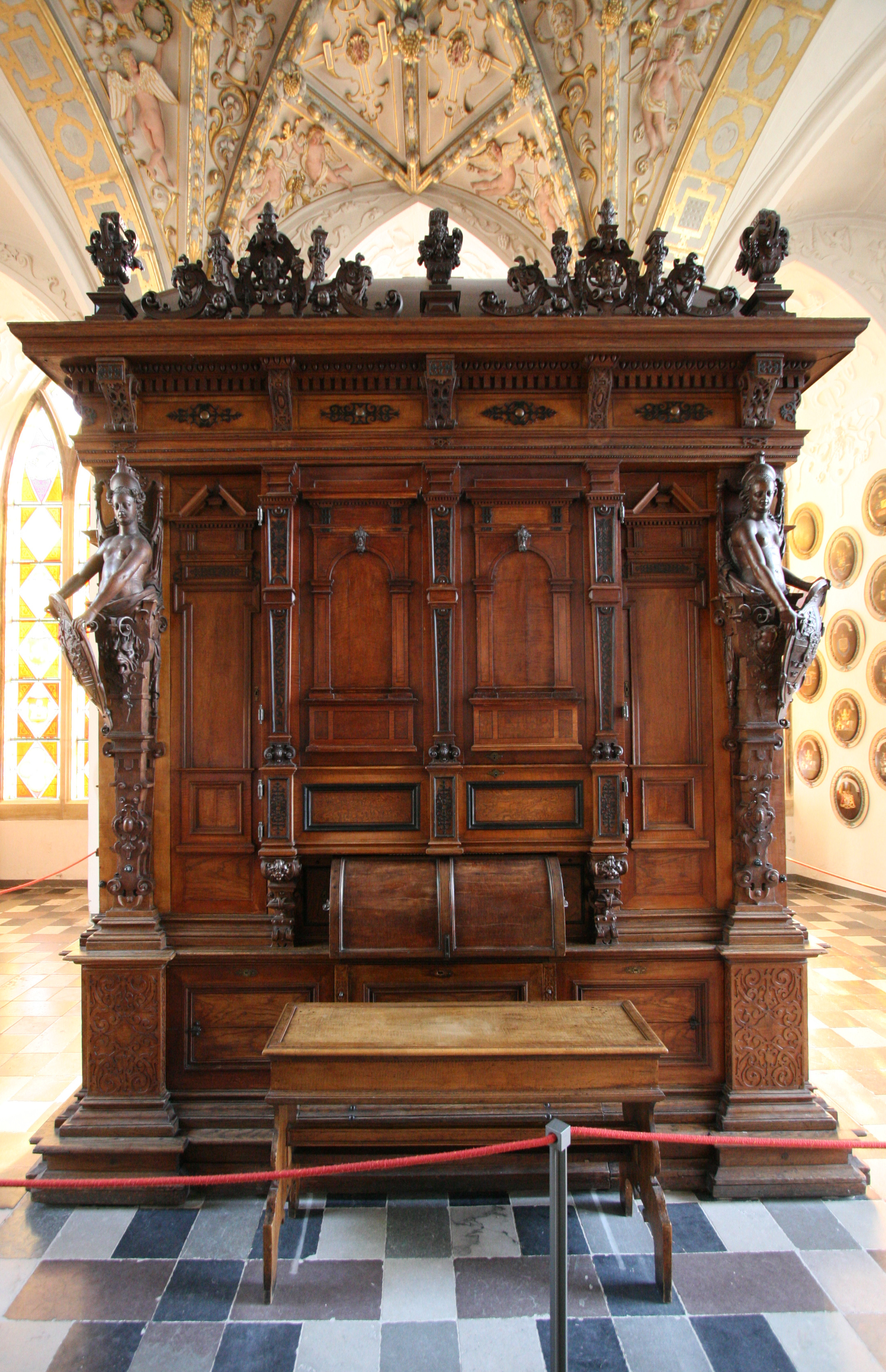
Orgel im geschlossenen Zustand

Die Orgel von Schloss Frederiksborg wurde von Esaias Compenius dem Älteren 1605 bis 1610 mit 27 hölzernen Registern für das Schloss Hessen bei Wolfenbüttel geschaffen. Sie ist aus kostbaren Materialien kunstvoll gefertigt und steht heute im dänischen Schloss Frederiksborg. Aufgrund des unveränderten Erhaltungszustands ist die Orgel eines der bedeutendsten Originalinstrumente an der Schwelle von der Renaissance zum Frühbarock.

## Baugeschichte

### Orgelneubau 1605–1610
Der Orgelneubau wurde 1605 von Herzog Heinrich Julius von Braunschweig-Wolfenbüttel für seine Sommerresidenz Schloss Hessen in Auftrag gegeben. Zu diesem Zweck berief er 1605 den berühmten Orgelbauer Compenius als Fürstlich Braunschweigischen Orgel- und Instrumentenmacher in seinen Dienst. Der Kroppenstedter Orgelneubau, an dem Compenius seit 1603 tätig war, wurde zurückgestellt und konnte erst mit erheblicher Verzögerung 1613 vollendet werden.
Seit 1594 wirkte Michael Praetorius, der an Planung der Orgel maßgeblichen Anteil hatte, als Kammerorganist auf dem Schloss in Gröningen. An der Prüfung und Einweihung der legendären Gröninger Orgel am 2. August 1596 befand sich unter den 53 namhaftesten Organisten der Zeit auch Heinrich Compenius der Ältere aus Nordhausen, der Vater von Esaias Compenius, in dessen Werkstatt der Sohn bis 1589 mitgearbeitet hatte. 1604/05 wurde Esaias Compenius mit der Wartung und Reparatur der Gröninger Orgel beauftragt.
Einer lateinischen Inschrift zufolge vollendete Compenius das Orgelwerk am 7. Februar 1610 („Ao 1610 den 7 fbris E. C. fecit“). Irrtümlich wird bei Praetorius 1612 als Baujahr angegeben. Unterstützt wurde Compenius von seinem Neffen Johannes Heckelauer. Der Herzog schenkte das kostbare Instrument seiner Frau Elisabeth.

### Umsetzungen und Restaurierungen

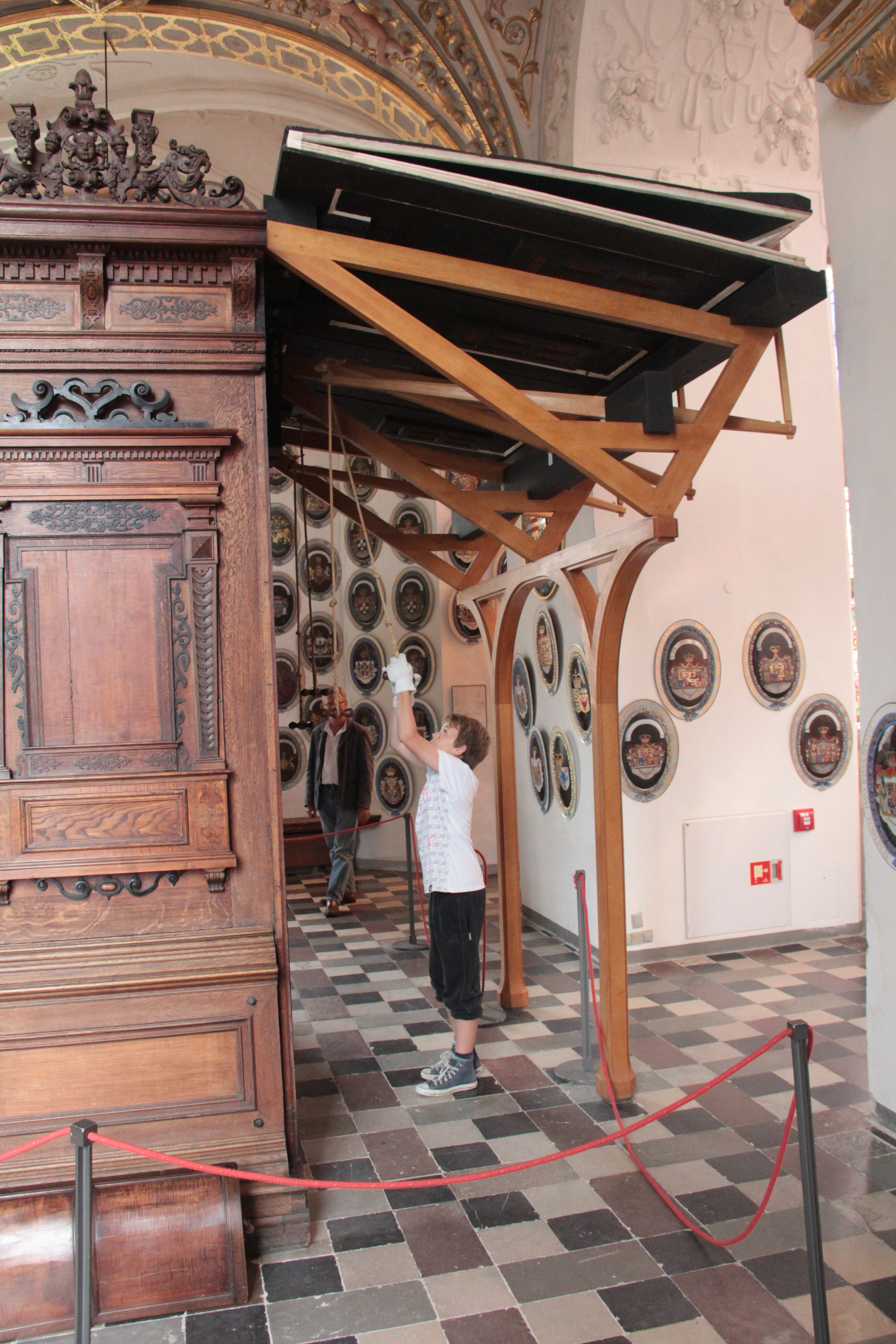
Balganlage an der Rückseite

Nach dem Tod des Herzogs im Jahr 1613 blieb die Orgel nur noch einige Jahre im Schloss Hessen. Die Witwe vermachte sie 1616 ihrem Bruder, dem dänischen König Christian IV. Compenius selbst überführte die Orgel 1617 nach Frederiksborg, wo er überraschend verstarb und auch begraben wurde.
Innerhalb des Schlosses wurde die Orgel im Jahr 1693 in den Rittersaal umgesetzt. 1793 erfolgte eine Umsetzung in das Kopenhagener Schloss Frederiksberg. Auf diese Weise entging sie 1859 dem Schlossbrand in Frederiksborg. Nach der Neuerrichtung von Schloss Frederiksborg wurde sie 1868 wieder dorthin zurückgebracht.
Der französische Konsul in Helsingør und Orgelexperte C. M. Philbert publizierte 1891 in Le monde musical eine wissenschaftliche Untersuchung des Instruments, die er als „ein künstlerisches Kleinod von größter Schönheit, besonders wertvoll als eins der reichsten, eigentümlichsten und echtesten, kurzum eins der bedeutungsvollsten Monumente aus der Geschichte der Orgelbaukunst vom Anfang des 17ten Jahrhunderts“ bezeichnete. Daraufhin erfolgte im Jahr 1895 eine behutsame Restaurierung durch Felix Reinburg von der Werkstatt des Aristide Cavaillé-Coll zusammen mit dem französischen Mitarbeiter Jean Lafon und dem dänischen Orgelbauer V. H. Busch. Von dem Instrument gingen in den 1940er und 1950er Jahren wesentliche Impulse für die dänische Orgelbewegung aus. So entwickelte beispielsweise der dänische Organist und Herausgeber Finn Viderø (1906–1987) Registriervorgaben anhand der Compenius-Orgel.
Die Bälge wurden 1981/82 von Frobenius Orgelbyggeri restauriert. In verschiedenen Abschnitten restaurierten die Orgelbauer Mads Kjersgaard (Uppsala) und Jürgen Ahrend das Werk in den Jahren 1985 bis 1988, Kjersgaard bis 1992 und Peder Moos (Frederiksborg Museum) 1987/88 das Gehäuse.

## Beschreibung
Michael Praetorius gibt in seinem Syntagma musicum nicht nur die ursprüngliche Disposition wieder, sondern bietet auch eine ausführliche zeitgenössische Beschreibung des Instruments und der einzelnen Register.

„Zu Hessen uffm Schlosse. Das hölzern / aber doch sehr herrliche Orgelwerck so von M[eister] Esaia Compenio An[no] 1612 gemacht. Jetzo aber de[m] König in Dennemarck verehret / und Anno 1616 doselbsten zu Friederichsburg in der Kirchen gesetzt worden / ist stark von 27 Stimmen / Coppel zu beydn Manualn. Tremulant. Grosser Bock. Sackpfeife. Kleinhümlichen.“

Die hölzerne Orgel steht in der italienischen Tradition des organo di legno, wie sie auch in der Orgel von Schloss Wilhelmsburg entgegentritt, die Daniel Mayer 1590 mit sechs Holzregistern vollendete. Compenius selbst baute das Brustwerk der Orgel in Bückeburg ebenfalls mit sichtbaren Holzpfeifen im Prospekt. Nur die Zungenstimmen in Frederiksborg sind teilweise aus Metall angefertigt, alle anderen Pfeifen aus Eiche, Ahorn, Birne, Nuss und Ebenholz. Insgesamt verfügt das Instrument über 1001 Pfeifen.
Verwandt wurden nur erlesene Materialien: Edelhölzer, Silber und Elfenbein, die auf kunstfertige Weise verarbeitet wurden. Das schrankartige Gehäuse ist 3,62 m hoch und 2,88 m breit. Hermann van de Velde verzierte es mit reichem Schnitzwerk, Intarsien und Furnierwerk. Die Eckpilaster sind im Untergehäuse mit Flachreliefs belegt und werden in der Mitte durch Wappen tragende Frauenfiguren beherrscht. Das Gehäuse wird von einem Gesimskranz, der von Konsolen getragen wird, abgeschlossen und ist mit Schnitzwerk bekrönt. Das Mittelteil der Schauseite wird im geschlossenen Zustand durch drei Pilaster in vier Felder gegliedert. Erst im geöffneten Zustand werden die 45 Prospektpfeifen des Klein Prinzipal 4′ sichtbar, ganz entsprechend dem Prinzip der in der Renaissance verbreiteten „Wunderschränke“. Im überhöhten Mittelfeld befinden sich neun Pfeifen, in den flankierenden Feldern je 18 Pfeifen, die pyramidenförmig aufgestellt sind. Sie stehen unter drei rundbogigen Pfeifenfeldern, die nach oben mit Putten, mythologischen Wesen und durchbrochenem Schnitzwerk abschließen. Das holzsichtig gehaltene Gehäuse mit seinen verschiedenen Holztönen kontrastiert mit den Prospektpfeifen, die mit großen Elfenbeinteilen belegt sind und Labien aus geschnitztem Ebenholz aufweisen. Die Pedalklaviatur ist wie eine Schublade herausziehbar und ebenfalls mit Elfenbein belegt. Die Registerzüge sind aus reinem Silber gefertigt, die für das obere Manual als Frauenköpfe, für das Pedal als Männerköpfe und für das untere Manual als Löwenköpfe gestaltet sind. Die Untertasten sind mit dickem Elfenbein belegt und vorne mit Silber verziert, die Obertasten bestehen aus Ebenholz. Mit großem Raffinement ist die mechanische Anlage konstruiert. So sind die Windladen des Pedals sowohl in die Breite wie in die Höhe konisch verfertigt, um den größeren Pfeifen mehr Raum zu gewähren. Die Traktur des Obermanuals ist hängend, die des Untermanuals als Wippen angelegt. Das Pfeifenwerk im Inneren füllt das gesamte Gehäuse vollständig aus, das sich durch eine äußerst kompakte Bauweise auszeichnet.
Die Disposition ist kammermusikalisch konzipiert und anders als bei der Gröninger Orgel ohne vollständigen Prinzipalchor, ohne Mixturen und ohne einen Plenumklang. Stattdessen ermöglichen die Flöten und Zungen zahlreiche Soloregistrierungen, Klangkombinationen und -kontraste in der Art des Consortstils, wie er in der Spätrenaissance gepflegt wurde. Praetorius beschreibt die Orgel wie folgt: „Dessen frembder, sanfter, subtiler Klang und Lieblichkeit aber im Schreiben so eigentlich nicht vermeldet werden kann“. Die originale mitteltönige Stimmung ist unverändert erhalten. Auch die Trakturen und die Balganlage sind noch vollständig original; die Orgel ist nie mit einer elektrischen Windanlage versehen worden.

## Disposition
Die Disposition entspricht den Angaben der Organographia von Praetorius:
| I Im Untern Manual CDEFGA–c3 |                         |       |
| 1.                           | Quintadehna             | 8′    |
| 2.                           | Klein Gedactflötte      | 4′    |
| 3.                           | Super Gemßhörnlein      | 2′    |
| 4.                           | Nasatt                  | 1 ⁄2′ |
| 5.                           | Klein repetirt Zimbel I |       |
| 6.                           | Principal D             | 4′    |
| 7.                           | Blockpfeiffen D         | 4′    |
| 8.                           | Krumbhorn               | 8′    |
| 9.                           | Geigend Regal           | 4′    |

| II Im Obern Manual CDEFGA–c3 |                           |     |
| 1.                           | Principal                 | 8′  |
| 2.                           | Klein Prinzipal           | 4′  |
| 3.                           | Gedactflöte               | 8′  |
| 4.                           | Gemßhorn oder klein Violn | 4′  |
| 5.                           | Nachthorn                 | 4′  |
| 6.                           | Blockpfeiffen             | 4′  |
| 7.                           | GedacktQuint              | 3′  |
| 8.                           | Supergedackfloitlin       | 2′  |
| 9.                           | Rancket                   | 16′ |

| Im Pedal CDEFGA–d1 |                          |     |
| 1.                 | Grosser GedactflötenBass | 16′ |
| 2.                 | GemßhornB.               | 8′  |
| 3.                 | QuintadeenB.             | 8′  |
| 4.                 | QuerflöttenB.            | 4′  |
| 5.                 | NachthornB.              | 2′  |
| 6.                 | BawrflöttenBäßlein       | 1′  |
| 7.                 | SordunenB.               | 16′ |
| 8.                 | DolcianB.                | 8′  |
| 9.                 | JungfrawenRegalBaß       | 4′  |

- Koppeln: I/II
- 2 Tremulantem

## Technische Daten
- 27 Register aus Holz
- Traktur:
  - Tontraktur: mechanisch
  - Registertraktur: mechanisch
- Windversorgung:
  - 4 Keilbälge
  - Winddruck: 55 mmWS
- Stimmung:
  - Höhe a1 = 467 Hz bei 20 °C
  - Mitteltönige Stimmung